# Гетерокарион
Гетерокарионы — клетки, содержащие два или более ядер, имеющих различные генотипы, которые получаются при слиянии соматических клеток.
Термин «гетерокарион» ввели в 1965 г. независимо друг от друга Б. С. Эфрусси и M. Weiss; H. Harris и J. F. Watkins; Y. Okada и F. Murayama.

## Гетерокариозгрибов
В природе образование гетерокарионов распространено у многих видов грибов (как одна из регулярных фаз жизненного цикла — у базидиомицетов и у некоторых дейтеромицетов) и возникает при анастомозах гиф разных мицелиев, что ведёт к обмену цитоплазмой и ядрами через анастомоз. Такая ядерная гетерогенность — гетерокариоз — имеет адаптационную ценность, так как в случае наличия в клетке ядер, различающихся по нескольким парам аллелей, приводит к гетерозиготности, что позволяет компенсировать эффект рецессивных мутаций. Гетерокариоз играет также важную роль в размножении грибов, так как у многих групп (зигомицетов, аскомицетов и базидиомицетов) половой процесс начинается с конъюгации генетически различных гифов. В зависимости от особенностей процесса слияния гифов различают зигогамию (у зигомицетов) гаметангиогамию (у аскомицетов) и соматогамию у базидиомицетов).

## Искусственные гетерокарионы
Гетерокарионы могут быть получены искусственно слиянием клеток растений либо животных, обработкой клеток животных либо протопластов агентами, вызывающими слияние цитоплазматических мембран и, соответственно, слияние цитоплазм. В качестве агентов, вызывающих слияние, могут использоваться некоторые вирусы (например, вирус Сендай) либо поверхностно-активные вещества (лизолецитин, полиэтиленгликоль).
При первом делении гетерокарионы, образованные из клеток животных, могут образовывать одноядерные клетки, при этом случайным образом утрачивается часть хромосом одной или обеих родительских клеток (образование анеуплоидов). Так, деление клеток содержащих гетерокарионы клеток человека и грызунов сопровождается потерей большей части хромосом человека с частым сохранением полного набора хромосом грызуна. Для культур таких гибридных клеток характерна изменчивость числа хромосом в пределах одной линии, то есть в этом случае линия характеризуется не стабильным кариотипом, а модальным числом хромосом — то есть наиболее частым числом хромосом в линии.
Гетерокарионы высших растений, образующихся при слиянии протопластов различных видов, кроме образования анеуплоидов, могут давать новые гибридные ядра, сохраняющие оба набора хромосом, то есть образовывать амфиполиплоиды.
Такие клетки, полученные слиянием соматических клеток и способные к дальнейшему делению, называют соматическими гибридами.